# Сантана-ду-Іпанема (мікрорегіон)

Сантана-ду-Іпанема (порт. Microrregião de Santana do Ipanema) — мікрорегіон в Бразилії, входить в штат Алагоас. Складова частина мезорегіону Сертан штату Алагоас.

## Склад мікрорегіону
До складу мікрорегіону включені наступні муніципалітети:
1. Карнейрус
2. Дойс-Ріашус
3. Маравілья
4. Ору-Бранку
5. Палестина
6. Посу-дас-Триншейрас
7. Пан-ді-Асукар
8. Сантана-ду-Іпанема
9. Сенадор-Руй-Палмейра

| Бразилія | Це незавершена стаття з географії Бразилії. Ви можете допомогти проєкту, виправивши або дописавши її. |